# Dmitri Walerjewitsch Schitnikow
Dmitri Walerjewitsch Schitnikow (russisch Дмитрий Валерьевич Житников; englisch Dmitry Zhitnikov; * 20. November 1989 in Zvolen, Tschechoslowakei) ist ein russischer Handballspieler.

## Karriere

### Im Verein
Der 1,85 m große und 83 kg schwere Rechtshänder wird überwiegend auf der Position Rückraum Mitte eingesetzt. Er begann mit acht Jahren in Krasnodar mit dem Handballspielen. Mit 15 Jahren wechselte er in die zweite Mannschaft des russischen Serienmeisters Medwedi Tschechow. Ab 2010 lief er in der 1. Mannschaft auf, mit der er 2011, 2012, 2013, 2014 und 2015 Meister sowie 2011, 2012, 2013 und 2015 Pokalsieger wurde. Ab 2015 spielte er in Polen für Wisła Płock. Ab dem Sommer 2017 stand er beim ungarischen Verein Pick Szeged unter Vertrag. Mit Szeged gewann er 2018 und 2021 die ungarische Meisterschaft sowie 2019 den ungarischen Pokal. Im Sommer 2021 schloss er sich erneut Wisła Płock an. Mit Płock gewann er 2022, 2023 und 2024 den polnischen Pokal sowie 2024 und 2025 die Meisterschaft. Seit 2025 läuft er in Ungarn für Tatabánya KC auf.

### In Auswahlmannschaften
Im Vorfeld der Europameisterschaft 2012 debütierte er in der russischen Nationalmannschaft und stand im erweiterten Kader. Er nahm an den Handball-Weltmeisterschaften der Männer 2013 in Spanien, 2015 in Katar, 2017 in Frankreich, 2019 in Dänemark/Deutschland  sowie 2021 in Ägypten teil. Ebenso war er in der russischen Mannschaft bei den Handball-Europameisterschaften 2014 in Dänemark, 2016 in Polen, 2020 in Norwegen/Österreich/Schweden und 2022 in Ungarn/Slowakei dabei.

## Privates
Dmitri Schitnikow ist verheiratet, hat ein Kind und besitzt einen Master-Abschluss der Russischen Staatlichen Universität für Körperkultur, Sport, Jugend und Tourismus in Moskau. Schitnikow wurde in der slowakischen Stadt Zvolen (wahrscheinlich) als Sohn eines Militärangehörigen der Sowjetarmee geboren. Sein Vater Waleri ist Handballtrainer. Sein Onkel Juri Schitnikow gewann als Kreisläufer mit ZSKA Moskau den Europapokal der Landesmeister 1987/88.